# My Way – Ein Leben für das Chanson
My Way – Ein Leben für das Chanson ist eine französisch-belgische Filmbiografie von Florent Emilio Siri aus dem Jahr 2012. Sie behandelt das Leben des französischen Sängers Claude François.

## Handlung
Ismailia im Januar 1939: Der kleine Claude lebt mit seiner Schwester Josette, genannt Jojo, Mutter Chouffa und dem Vater Aimé in gutbürgerlichen Verhältnissen. Der Vater arbeitet für die französische Suezkanal-Gesellschaft und führt ein strenges Regiment. Räumen die Kinder nicht auf, wird das herumliegende Spielzeug entsorgt. Täglich hat Claude Geige zu spielen und seinem Vater, den er siezt, die neusten Lernfortschritte zu zeigen. Aimé will, dass sein Sohn einmal ebenfalls für die Gesellschaft arbeitet. Die Dinge ändern sich im Juli 1956, als der Suez-Kanal verstaatlicht wird und Aimé seine Arbeit verliert. Die Familie flieht im Zuge der Suezkrise aus Ägypten und kommt bei Verwandten in Monaco unter. Claude beginnt eine Lehre zum Bankkaufmann, interessiert sich jedoch mehr für die Musik. Er spielt Schlagzeug beim Radio Monte Carlos vor und wird als Orchestermusiker angestellt. Er bricht seine Banklehre ab und damit auch mit seinem Vater, der bis zu seinem Tod 1961 jeden Kontakt zum Sohn unterbinden wird.
Claude arbeitet an sich und seiner Karriere. Er nimmt Gesangsunterricht und darf bei einer Abendveranstaltung erstmals als Sänger ans Mikro treten. Über seinen Schwager Jerry erhält er ein Vorsprechen bei Philips, doch überzeugen weder Musikstil, noch Stimme, noch Aussehen. Johnny Hallyday wird ihm als Vorbild genannt, Gilbert Bécaud ist in. In den Folgemonaten bleibt Claude hartnäckig, spricht regelmäßig bei Philips vor und unterzieht sich einer Nasen-OP. Seine Herkunft aus Ägypten bringt er schließlich als überzeugenden Aufhänger für seine Debüt-Single Nabout Twist, die ein Misserfolg wird. Auch im Privatleben läuft es für Claude nicht gut: Seine Frau Janet Woolcoot, die er 1960 geheiratet und seither mit Eifersucht verfolgt hatte, verlässt ihn für Gilbert Bécaud.
Mit dem Cover Belles, Belles, Belles gelingt Claude 1962 ein erster Hit. Er wird zum Teenager-Schwarm und hat mit weiteren Adaptionen Erfolge. Zu seinen Bewunderern zählt auch die schüchterne France Gall, die seine feste Freundin wird. Sie beginnt eine eigene Musikkarriere, wird von Claude jedoch nicht ernst genommen. Als sie mit Poupée de cire, poupée de son 1965 den Grand Prix Eurovision de la Chanson gewinnt, wendet sich Claude von ihr ab, nur um sich später wieder mit ihr zu versöhnen. Er beginnt, sich mit Groupies zu vergnügen, kommt zu Konzerten zu spät und hebt ab. Sein Manager Paul warnt ihn, dass er sich zunehmend wiederhole. Claude reagiert und erfindet sich neu. Von nun an begleiten ihn die Clodettes, mehrere Tänzerinnen, bei Bühnenauftritten. Zum ersten Mal bringt er so schwarze Tänzerinnen auf die Bühne. Er gründet sein eigenes Label und einen Musikverlag und verlässt Philips. Sein Privatleben kann er so nicht retten: France Gall verlässt ihn. Im Sommer 1967 lebt Claude mit Isabelle Forêt zusammen und verarbeitet seine gescheiterte Beziehung zu France Gall im Lied Comme d’habitude. Im Dezember 1968 erhält er eine Demo-LP, in der Frank Sinatra das Lied unter dem Titel My Way mit neuem Text interpretiert. Für ihn, der Sinatra stets bewunderte, ist es ein beglückender Moment, der Freudentränen auslöst. Auch privat ist er glücklich: Mit Isabelle hat er einen Sohn, Coco.
Es folgt ein Tief in seinem Leben: Seine Mutter ist spielsüchtig und hat auf seine Kosten hohe Spielschulden angehäuft. Claude hatte seine Mutter in sein Haus aufgenommen und wirft sie nun raus. Sein letzter Hit liegt lange zurück und seine Auftritte und Fans werden weniger. Bei einem Auftritt in Marseille bricht er zusammen und wird nach Paris geflogen, wo er immer noch ohnmächtig in ein Krankenhaus eingeliefert wird. Die teilweise gestellte Aktion führt zu einem großen Presseinteresse und Claude ist wieder im Spiel. Es folgen 1972 Hits wie Bélinda und Il fait beau, il fait bon und immer wieder Seitensprünge mit Groupies. Isabelle hat inzwischen Sohn Marc zur Welt gebracht, den Claude vor der Öffentlichkeit verbirgt. Mit zwei Kindern wäre er ein echter Familienvater, was seinem Image abträglich wäre.
Im Jahr 1973 erscheint die Steuerfahndung bei ihm. Er wird wegen Steuerhinterziehung angeklagt und verliert an Popularität. Seine Reaktion ist die Single Le mal aimé, die 1974 erscheint. Seine Frau Isabelle hat genug vom Versteckspiel und zieht mit den Kindern aus. Sofia Kiukkonen wird die neue Frau an seiner Seite. Claude stürzt sich in zahlreiche neue Projekte, gründet eine Modelagentur, eine Zeitung und betätigt sich als Fotograf. Selbst ein Parfum bringt er auf den Markt und steht endlich auch öffentlich zu seinem zweiten Sohn. Hohe Schulden führen auch zu einer Suche nach neuen musikalischen Wegen und Claude entdeckt den Disco-Stil für sich. Stolz ist er, dass Étienne Roda-Gil für ihn als Texter arbeitet, hatte der doch stets seine Musik abgelehnt.
Weihnachten 1977 hat Claude viele Pläne für das nächste Jahr. Er will die Vereinigten Staaten erobern und mit seiner Familie zu Ostern nach Ägypten reisen. In der Royal Albert Hall singt er im Januar 1978 My Way vor einem begeisterten Publikum. Am 11. März 1978 ist er spät dran. Er muss zur Probe für eine Fernsehsendung mit Michel Drucker, in der er seine neue Single vorstellen will. Nur zehn Minuten will er Duschen und dann ins Studio gehen. Als das Duschwasser abläuft, bemerkt er, dass die Badezimmerlampe flackert. Er will sie richten und erleidet einen tödlichen Stromschlag. Seine Beisetzung wird von zahlreichen Menschen begleitet.

## Produktion
My Way – Ein Leben für das Chanson wurde von März bis Juli 2011 unter anderem in Paris, Brüssel und Monte Carlo gedreht. Der Film kam am 14. März 2012 in die französischen und belgischen Kinos. Am 30. September 2012 wurde er auf dem Filmfest Hamburg erstmals in Deutschland gezeigt und lief am 13. Dezember 2012 in den deutschen Kinos an. Im April 2013 erschien der Film auf DVD.
Im Film sind die Lieder 17 ans, Bye Bye Blackbird, Le Nabout Twist, Belles, Belles, Belles, Cette année la, Je sais, L’amour c’est comme ca, Reste, Comme d’habitude, Bélinda, Le lundi au soleil, Il fait beau, il fait bon, Le mal aimé, Le telephone pleure, Magnolias for ever und Alexandrie Alexandra von Claude François zu hören.

## Kritik
Kino-Zeit befand, dass Hauptdarsteller Jérémie Renier als Charakterdarsteller „überwiegend unausgewogen und allzu possenhaft“ agiere, in Gesangsszenen jedoch überzeuge. Die Handlung selbst sei zu fragmentarisch: „Die holprige, wenig pointierte Dramaturgie schleppt sich mit unverständlichen Höhepunkten dahin, ohne in ihrer ausführlichen Länge ein stimmiges oder zumindest schlüssig problematisches Bild eines Entertainers und Mannes zu präsentieren, das berührt, geschweige denn begeistert. Die Dialoge in ihrem oberflächlichen Modus teils banaler, teils pathetischer Plapperei unterstreichen diese Defizite“.
Time Out London lobte, dass Jérémie Renier im Film eine „gewaltige Darstellerleistung“ („tremendous performance“) abliefere. Auch wenn der Film nach der Entstehung von Comme d’habitude an Schwung verliere, sei er dennoch faszinierend. Er sei bei weitem besser als La vie en rose, jedoch nicht so markant wie Gainsbourg – Der Mann, der die Frauen liebte.

## Auszeichnungen
Auf dem Filmfest Hamburg wurde Florent-Emilio Siri für den Art Cinema Award nominiert. Jérémie Renier erhielt auf dem Festival du Film de Cabourg 2012 den Preis als Bester Darsteller.
Eric Tisserand, Antoine Deflandre und Germain Boulay gewannen für My Way – Ein Leben für das Chanson 2013 einen César in der Kategorie Bester Ton. Der Film erhielt weitere César-Nominierungen in den Kategorien Bester Hauptdarsteller (Jérémie Renier), Bester Nebendarsteller (Benoît Magimel), Bestes Szenenbild (Philippe Chiffre) und Beste Kostüme (Mimi Lempicka).